# 莫內加山

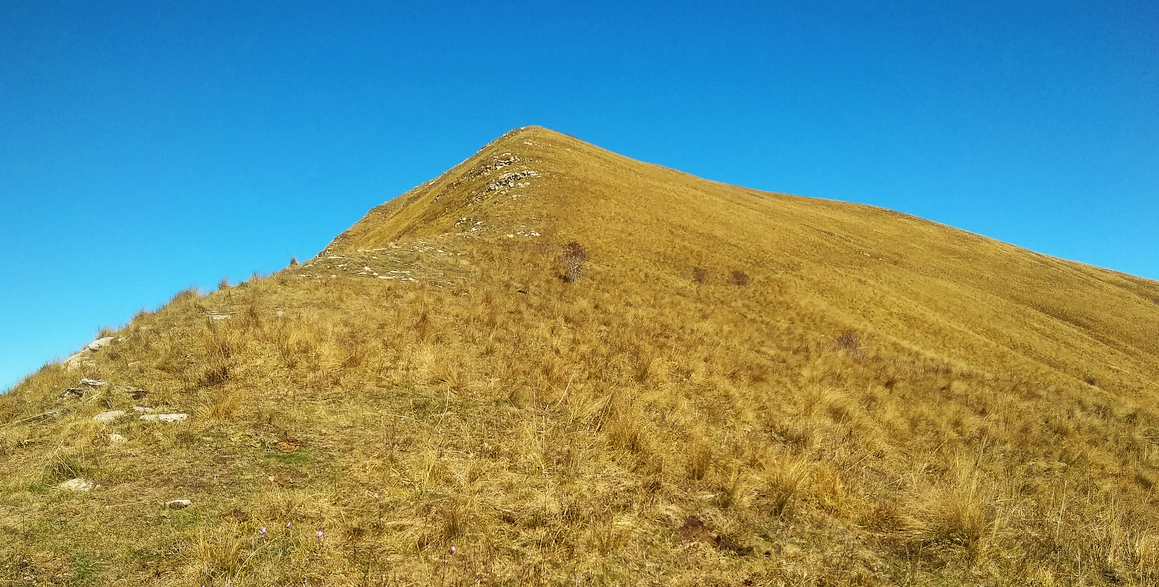

44°02′12.01″N 07°48′01.19″E / 44.0366694°N 7.8003306°E
莫內加山（義大利語：Monte Monega），是意大利的山峰，位於該國西北部，由利古里亞大區負責管轄，屬於利古里亞阿爾卑斯山脈的一部分，海拔高度1,882米，每年平均降雨量1,619毫米。